# Сухая Нива (Валдайский район)
Суха́я Ни́ва — деревня в Валдайском муниципальном районе Новгородской области, входит в состав Семёновщинского сельского поселения.

## География
Деревня расположена вблизи автодороги Р48 (Яжелбицы — Демянск — Старая Русса — Сольцы).
Деревня находится в юго-восточной части Новгородской области на границе Валдайского и Демянского районов. Площадь территории относящейся к деревне — 2,21 км².
Расположена от находящихся неподалёку деревень: с юго-запада — Каменная Гора (Демянский район), с юга — Кирилловщина, с юго-востока — Холмы, с северо-запада — Сосницы, с северо-востока — Подольская.
В деревне протекает две реки - Лужонка и Лютейка.

## История
Первое упоминание о населенном пункте приходится на 1495 год .
По состоянию на 1 января 1908 года в Сухой Ниве проживало 524 жителя, из них 49 - дети от 8 до 11 лет. В селении располагалась Сухонивская земская школа, обслуживающая пог. Бозуны, Сосницы и Борок.
В годы Второй мировой войны на территории деревни шли крупные бои между дивизией СС "Мертвая голова" и 26 стрелковой дивизией с 84 стрелковой дивизией им. Тульского пролетариата.
Как описывает те события А. Ларионов в газете "Ленинский путь" :

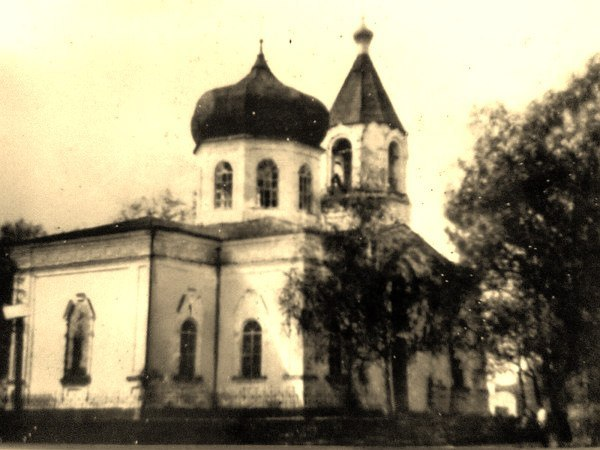
Церковь св. Ильи Пророка, 1860 г., уничтожена немцами в годы Второй мировой войны

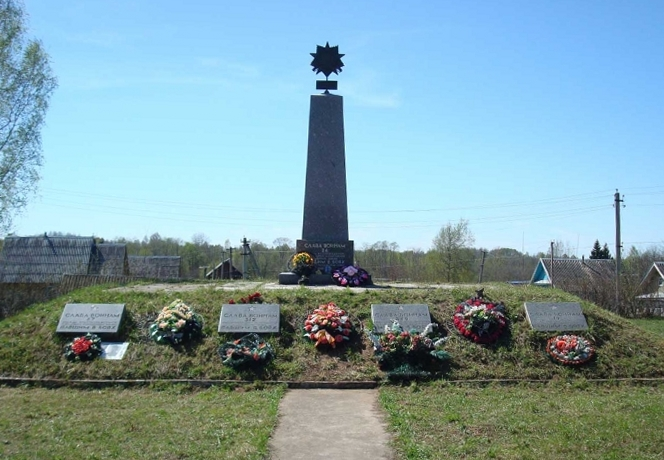
Мемориал в деревне Сухая Нива, расположенный на месте разрушенной немцами церкви св. Ильи Пророка

Яростные бои шли в районе населенных пунктов Красея, Лужно, Каменная Гора, Сухая Нива. На этом рубеже отважно сражались с отборной эсэсовской дивизией "Мертвая голова" прибывшая с Дальнего Востока старейшая в Советских Вооруженных Силах бывшая 26 Краснознаменная Златоустовская стрелковая дивизия. Воины этого соединения ценой огромных усилий и самопожертвований остановили вражеские полчища, и дальше к Валдаю гитлеровцам не удалось сделать ни одного шага.

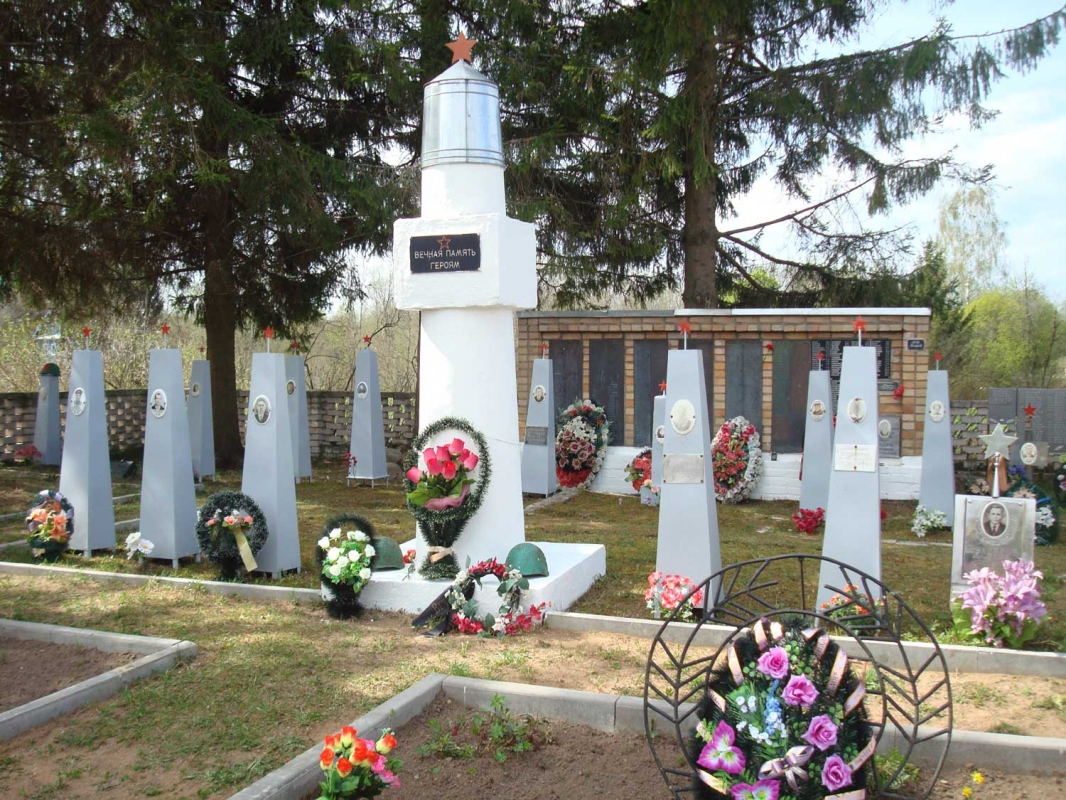
Братская могила воинов в деревне Сухая Нива, погибших в период Второй мировой войны

Во время боевых действий Сухая Нива была почти полностью разрушена. Одной из первой целью фашистов стала большая каменная церковь св. Ильи Пророка с высокой колокольней, на месте которой 20 сентября 1986 года был открыт Мемориал.
Кузнецов Павел Григорьевич в своих мемуарах "Дни боевые"  так описывает те события:
Продолжительное время внимание дивизии было приковано к Сухой Ниве. Да и не только нашей дивизии. Этот населенный пункт часто упоминался в армейских и фронтовых оперативных сводках. Сухая Нива расположена на правом берегу Лужонки. Ее 130 дворов раскинулись по обеим сторонам шоссе и вытянулись с севера на юг на целый километр. Посередине села — большая каменная церковь с высокой колокольней. К западной окраине примыкает глубокий, заросший кустарником овраг, к восточной — колхозное поле. За колхозным полем метрах в восьмистах от села тянется густой хвойный лес. На левом берегу Лужонки, прямо против Сухой Нивы, — маленький населенный пункт Борок. Сухую Ниву и Борок связывает низкий каменный мост, перекинутый через речку. В одном километре южнее Борок — такой же маленький населенный пункт Польцо, а еще немного южнее на холме — крупный узел обороны противника Кирилловщина.
От Сухой Нивы до Кирилловщины три километра. Все эти населенные пункты находились на крайнем левом фланге дивизии. Польцо и Кирилловщину занимали гитлеровцы, Борок и Сухую Ниву оборонял под командованием капитана Н. В. Прядко левофланговый батальон Карельского полка. Батальон поддерживался артиллерийским дивизионом капитана Нестерова. В середине октября от Прядко и Нестерова стали поступать сведения о необычном оживлении противника в Кирилловщине. Наблюдатели засекли до десятка легковых машин. На гребне между Кирилловшиной и Польцо время от времени появлялась группа офицеров: по-видимому, велась рекогносцировка...
... Через два дня на рассвете раздался грохот. Шквал артиллерийского и минометного огня обрушился вдоль шоссе на Сухую Ниву в полосе шириной четыре километра и глубиной вплоть до артпозиций. Мины засыпали и овраг, где размещался наш командный пункт. Огонь бушевал двадцать минут. Он взбудоражил всю оборону, порвал связь, нарушил управление. Ясно было, что противник готовил прорыв... Ширина фронта атаки — два километра, направление на Борок — Сухая Нива... В десять часов утра, после повторной артподготовки, последовала новая атака гитлеровцев. До конца дня немцы предприняли еще две атаки. Все атаки были отражены с большими для противника потерями.

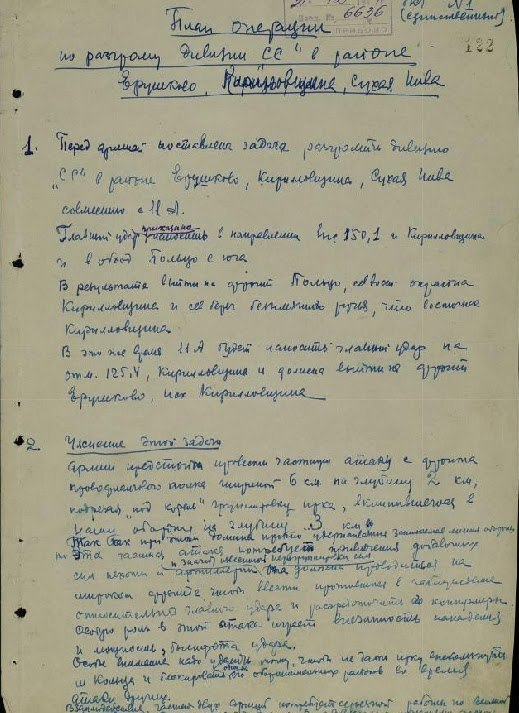
План операции по разгрому Дивизии "СС" в районе Ерушково, Кирилловщина, Сухая Нива

... На рассвете четвертого дня последовала новая, хорошо подготовленная и обеспеченная огнем атака пехоты, поддержанной пятнадцатью броневиками. Наши бойцы и на этот раз отразили фронтальную атаку: пехоту сковали огнем, а вырвавшиеся вперед броневики подорвали на минах и расстреляли прямой наводкой. Однако, пока наше внимание было приковано к отражению атаки с фронта, гитлеровцам удалось незаметно просочиться лесом на стыке с соседней дивизией. Неожиданно в тылу у Прядко появился батальон автоматчиков. Наступал он со стороны соседа северным берегом Лужонки. Под огонь автоматов с тыла попали командно-наблюдательные пункты батальона, дивизиона и огневые позиции минометной роты. Выбыл из строя капитан Нестеров. В исключительно тяжелых условиях оказался батальон Прядко. Сдавленный с трех сторон, он вынужден был отбивать атаки и с фронта, и с фланга, и с тыла. Обтекание с тыла продолжалось. Выдвинутая командиром полка на помощь батальону резервная рота не смогла задержать автоматчиков. Нанеся удары с фронта и тыла, гитлеровцы ворвались в Сухую Ниву. От батальона Прядко в строю осталось восемнадцать человек. Покидая после ожесточенного сопротивления поле боя, они вынесли на руках тяжело раненного комбата, получившего восемь пулевых и осколочных ран. Захватив Сухую Ниву, гитлеровцы продолжали рваться на север, пытаясь расширить прорыв и в стороны флангов. Кроме дивизии СС «Мертвая голова», в бой втянулась еще пехотная дивизия. На дорогах южнее Кирилловщины противник держал наготове для развития успеха бронедивизион и мотоциклетный батальон... На помощь к нам пришла дивизия армейского резерва. Еще три дня шла ожесточенная борьба за Сухую Ниву, но возвратить ее нам тогда так и не удалось.
Зима установилась рано. Уже в первых числах ноября земля покрылась тонким слоем снега. Ночью и по утрам было холодно, днем по-осеннему пригревало. Внимание дивизии по-прежнему приковывала Сухая Нива. Занимал ее эсэсовский батальон численностью до четырехсот человек. На левый участок я перевел Казанский полк, который был теперь наиболее боеспособным. Центр полкового участка обороны проходил перед Сухой Нивой, седлал шоссейную дорогу, а своими флангами обтекал населенный пункт с востока и запада. На Казанский полк была возложена частная задача — освободить Сухую Ниву... Обложив Сухую Ниву с двух сторон и постоянно меняя места засад, снайперы все ближе и ближе подвигались к горловине, связывавшей гарнизон немцев с остальной их обороной. За малейшие промахи в маскировке и передвижении фашисты расплачивались жизнью. Активность гарнизона Сухой Нивы постепенно замирала, численность его сокращалась, и, наконец, он оказался совсем парализованным. Пришло время штурма... Сухая Нива была захвачена внезапной ночной атакой с незначительными потерями. 
В деревне находится Кладбище советских воинов (Братская могила воинов), 1941-1943 г.г. 
20 сентября 1986 года секретарь районного комитета партии З.В. Данилова на ежегодном митинге произнесла следующую речь, отражающую роль и значимость боев под Сухой Нивы в Великой Отечественной войне :
Сентябрьские и октябрьские бои под Сухой Нивой, - говорит она, - имели важное оперативное значение. Они содействовали обороне Ленинграда и в значительной мере помогли сорвать планы гитлеровского командования по соединению немецких войск с финскими. Тысячи воинов навсегда остались в политой кровью валдайской земле. И она приняла их, до срока убитых - юношей по возрасту, солдат по ратному делу. Родину грудью прикрыли и не ведали, что станут великими. Вечная им слава и память!

## Население
| 2010 |
| ---- |
| 71   |